# Protivo Gunz (альбом)
Protivo Gunz — четвёртый студийный альбом российского рэп-рок исполнителя Noize MC, изданный в 2013 году.

## Об альбоме
Protivo Gunz был выложен в цифровом виде на сервисах iTunes и Яндекс.Музыка. При этом в чарте iTunes альбом сразу попал на 5 место.
На физическом носителе альбом вышел ограниченным тиражом в 24 экземпляра, причём физическим носителем является не компакт-диск, а компакт-кассета.
Выпуск Protivo Gunz приурочен к десятилетию с начала творческой деятельности проекта Noize MC, который возглавил Иван Алексеев. В 2003 году Алексеев сформировал группу Protivo Gunz, в которую вошли студенты РГГУ. Именно в общежитии университета были сделаны первые демозаписи песен, которые позже вошли в репертуар Noize MC.

Главный подарок на юбилей самим себе и фанатам — новый альбом группы Noize MC под названием «Protivo Gunz». Название пластинки объясняется её трек-листом. Большая часть списка — это песни времён общаги и душных маленьких клубов, перезаписанные вживую, а также несколько крепких новых треков.— Noize MC
Альбом «Protivo Gunz» даёт представление, из чего появилось нынешнее творчество Noize MC.

## Список композиций
Все тексты написаны Иваном Алексеевым, если не указан другой, вся музыка написана Иваном Алексеевым, если не указан другой.
| №                   | Название                                                                            | Текст песни                     | Музыка                                              | Длительность |
| ------------------- | ----------------------------------------------------------------------------------- | ------------------------------- | --------------------------------------------------- | ------------ |
| 1.                  | «Рок — это кал!» (совместно с Васей Васиным)                                        | Иван Алексеев, Василий Васильев | Кирилл Борисов                                      | 4:01         |
| 2.                  | «Миша Козырев» (совместно с Мишей Козыревым)                                        |                                 |                                                     | 3:43         |
| 3.                  | «Накосячу!»                                                                         |                                 |                                                     | 2:57         |
| 4.                  | «Заговор»                                                                           |                                 |                                                     | 3:40         |
| 5.                  | «Бритни Спирс»                                                                      | Иван Алексеев, Евгений Гоков    | Иван Алексеев, Евгений Гоков                        | 4:15         |
| 6.                  | «Калифорния»                                                                        | Павел Тетерин, Максим Крамар    | Павел Тетерин, Максим Крамар                        | 1:59         |
| 7.                  | «С&Г» (запись с выступления @ "Б2")                                                 |                                 |                                                     | 3:11         |
| 8.                  | «Общага»                                                                            |                                 |                                                     | 4:40         |
| 9.                  | «Честное слово!»                                                                    |                                 |                                                     | 3:45         |
| 10.                 | «Она уходит» (RЫCHiGY MA$HЫN cover)                                                 | Евгений Гоков                   | Евгений Гоков                                       | 4:11         |
| 11.                 | «Жирная корова»                                                                     |                                 |                                                     | 2:32         |
| 12.                 | «У моей девчонки» (RЫCHiGY MA$HЫN cover)                                            | Иван Алексеев, Евгений Гоков    | Евгений Гоков, Александр Кислинский, Иван Алексеев  | 2:52         |
| 13.                 | «Под белым флагом»                                                                  |                                 |                                                     | 2:56         |
| 14.                 | «Тонкий лёд»                                                                        |                                 |                                                     | 4:01         |
| 15.                 | «Жвачка» (совместно с Mewark)                                                       |                                 | Александр Петрунин                                  | 3:27         |
| 16.                 | «Нету паспорта» (совместно с Давид Казарян)                                         |                                 |                                                     | 3:54         |
| 17.                 | «Х****я песня» (бонус-трек)                                                         |                                 |                                                     | 8:01         |
| 18.                 | «Фиолетовый фингал» (Пропаганда cover; скрытый трек, начинается на 2:47 17-й песни) |                                 | Виктория Воронина, Юлия Гаранина, Виктория Петренко | 2:47         |
| 19.                 | «Их мнений» (Nirvana cover; скрытый трек, начинается на 5:35 17-й песни)            |                                 | Курт Кобейн                                         | 2:26         |
| Общая длительность: | Общая длительность:                                                                 | Общая длительность:             | Общая длительность:                                 | 1:04:06      |

## Участники записи
| Noize MC - Иван «Noize MC» Алексеев — гитара, вокал, семплы - Александр «Кислый» Кислинский — бас-гитара, вокал на треках 6, 10, 11 - Максим Крамар — гитара, клавишные, вокал на треках 6, 10 - Павел «Pa$hock» Тетерин — барабаны, вокал на треках 6, 10 - Станислав «DJ Mos» Аммосов — скрэтчинг Технический персонал - Кирилл «Rusted» Борисов — саунд-продюсер - Тимур Гауф — инжиниринг | Дополнительные музыканты - Александр «Чача» Иванов — бэк-вокал на треке 10 - Олег Рабинович — бэк-вокал - Вася Васин — вокал на треке 1 - Давид Казарян — звукорежиссёр, вокал на треке 16 - Александр «Mewark» Петрунин — программирование на треке 15 - Михаил Козырев — вокал на треке 2 - Олег Кудрявцев — саксофон - Сергей Скворцов — пианино - Эмиль Осколков — перкуссия - Алексей Алексеев — труба - Ярослав Данилин — тромбон |